# Idiocera flintiana
Idiocera flintiana là một loài ruồi trong họ Limoniidae. Chúng phân bố ở miền Tân bắc.